# Drosophila flavibasis
Drosophila flavibasis är en tvåvingeart som beskrevs av Elmo Hardy 1965. Drosophila flavibasis ingår i släktet Drosophila och familjen daggflugor.
Artens utbredningsområde är Hawaii.